# Сухи-Двур (Поморське воєводство)
Сухи-Двур (пол. Suchy Dwór) — село в Польщі, у гміні Косаково Пуцького повіту Поморського воєводства.
У 1975-1998 роках село належало до Гданського воєводства.